# Samuel Eccleston

Erzbischof Samuel Eccleston (Druck von 1837)

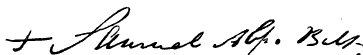
Signatur des Erzbischofs

Samuel Eccleston PSS (* 27. Juni 1801 in Kent County, Maryland; † 22. April 1851 in Georgetown) war Erzbischof von Baltimore.

## Leben
Samuel Eccleston wurde 1801 in Kent County, Maryland, als Sohn eines episkopalen Klerikers geboren. Eccleston studierte am St. Mary’s College in Baltimore. Zu dieser Zeit wandte er sich dem katholischen Glauben zu und konvertierte am 29. Mai 1819. Nach seiner Konversion besuchte er das St. Mary’s Seminary und wurde am 24. April 1825 von Erzbischof Ambrose Maréchal zum Priester geweiht. Noch im selben Jahr trat er den Sulpizianern bei und besuchte deren Priesterseminar in Issy nahe Paris, wo er seine Studien fortsetzte. Nach seiner Rückkehr in die Vereinigten Staaten wurde Eccleston Mitglied der Fakultät und Vizepräsident des St. Mary’s College. 1829 wurde er zum Präsidenten des St. Mary’s College ernannt und hatte diese Position bis 1834 inne.
Am 4. März 1834 wurde Eccleston von Papst Gregor XVI. zum Koadjutorerzbischof von Baltimore und Titularerzbischof von Thermae Basilicae ernannt. Seine Bischofsweihe erhielt er am 14. September von Erzbischof James Whitfield in der Kathedrale von Baltimore. Mitkonsekratoren waren der Bischof von Bardstown, Benedict Joseph Flaget PSS, und der Koadjutor von Philadelphia, Francis Patrick Kenrick.
Mit dem Tod Bischof Whitfields am 19. Oktober 1834 folgte Eccleston diesem als neuer Erzbischof von Baltimore sowie Apostolischer Administrator des Bistums Richmond nach. Das Amt des Administrators hatte er bis 1840 inne, als Richard Vincent Whelan Bischof von Richmond wurde. Während seiner Amtszeit als Erzbischof gründete er das St. Charles Minor Seminary in Catonsville, ein Priesterseminar das viele spätere Bischöfe und Erzbischöfe des Erzbistums Baltimore hervorbrachte.
Eccleston starb am 22. April 1851 im Alter von 49 Jahren während eines Aufenthaltes in Georgetown.